# Otto Witte

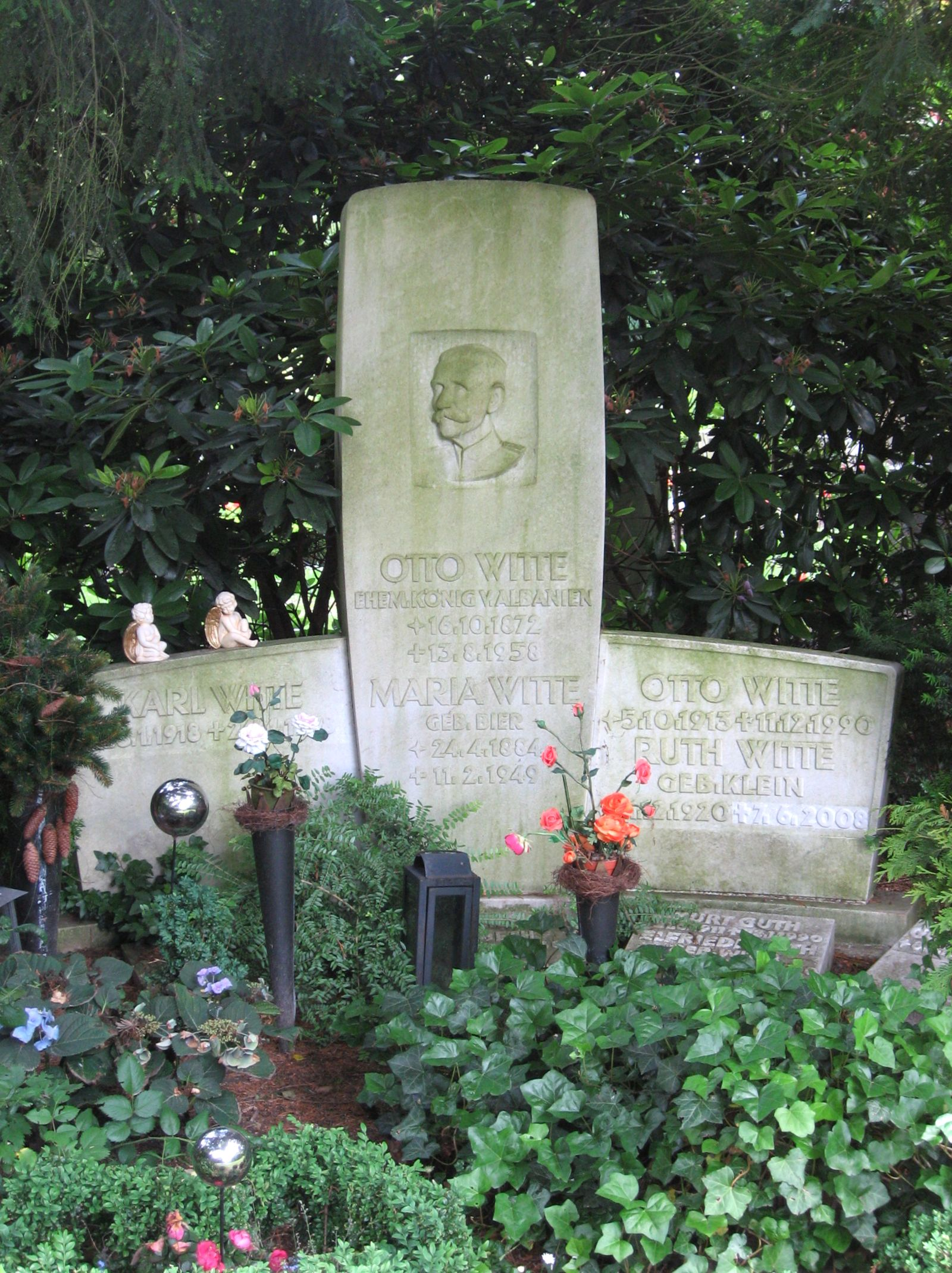
Grób Ottona Wittego

Otto Witte (ur. 16 października 1872 w Berlinie, zm. 13 sierpnia 1958 w Hamburgu) – akrobata cyrkowy, hochsztapler, rzekomo przez 5 dni król Albanii.
Od 8. roku życia występował na arenie cyrkowej. W 1912 rozpoczął służbę w armii osmańskiej, awansując do stopnia majora.
Po oddzieleniu się Albanii od imperium osmańskiego w 1913, albańscy muzułmanie zaproponowali Halimowi Eddine, bratankowi sułtana, koronę królewską. Otto Witte od lat 20. XX w. twierdził, że wykorzystał swoje podobieństwo do Halima Eddine i udał się do Durrës wraz z przyjacielem, połykaczem noży Maxem Schlepsigem. 13 sierpnia 1913 miał zostać koronowany na króla Albanii. Zanim odkryto jego prawdziwą tożsamość, rzekomo rządził przez 5 dni, w tym czasie wypowiedział wojnę Czarnogórze.
Po rozpoznaniu jego tożsamości 18 sierpnia 1913, miał ukraść sporą część skarbca królewskiego i wraz z Schlepsigem uciec z Albanii. 
Spoczywa na cmentarzu Ohldorsf w Hamburgu, a na jego grobie widnieje napis Ehemaliger König von Albanien (Były król Albanii).